# Pearl Harbor (film)
Pearl Harbor je americký válečný velkofilm film z roku 2001, který natočil režisér Michael Bay podle scénáře Randalla Wallace. Ztvárňuje se v něm bitva o Británii, útok na Pearl Harbor a Doolittlův nálet na Tokio během druhé světové války. V rolích dvou vojenských letců a soků v lásce ke Kate Beckinsaleové se představili Ben Affleck a Josh Hartnett. Hudbu složil Hans Zimmer. Společnost Buena Vista Pictures jej uvedla v americké premiéře 25. května 2001. V českém znění ho uvedla distribuční společnost Falcon až od 6. září téhož roku, kvůli konkurenci domácího tematicky podobného Tmavomodrého světa.

## Děj
Danny a Rafe jsou přáteli od dětství, mají spolu společný zájem - letadla a létání. Často si hrají ve starém letadle na piloty, kteří bojují v první světové válce proti Německu. Jejich přátelství nekončí ani v dospělosti, kdy se společně dostali do amerického letectva. Po vypuknutí druhé světové války v Evropě se starší Rafe dobrovolně přihlásí k britské RAF. Krátce před odjezdem do Evropy se seznámí se zdravotní sestrou Evelyn. Rafe a Evelyn spolu stráví celý večer, kde Rafe se přiznává k odchodu do války. Oba si slibují věrnost.
Danny a Evelynina skupina zdravotních sester jsou převeleni do Pearl Harboru na Havajských ostrovech. Evelyn věrně čeká na každý Rafův dopis, avšak jednoho dne přijde Danny se špatnou zprávou: Rafe byl sestřelen nad mořem a zahynul. Ačkoliv ani jeden si to nechce připustit, vzniká mezi nimi milostné pouto a jednoho večera spolu dokonce zůstanou.
Avšak jednoho dne se před Evelyninými dveřmi objeví Rafe, živý a zdravý. Když jeho letadlo havarovalo do moře, vytáhli jej francouzští rybáři. Rafe okamžitě poznává, že mezi jeho přítelem Dannym a Evelyn vznikl milostný vztah a těžce to přijímá. Na přivítacím večírku se v opilosti dokonce porvou. Avšak druhý den ráno je z kocoviny probouzí řev japonských letadel, která se chystala k útoku na americkou základnu. Nyní mají oba příležitost předvést ve svých letadlech, co umí.

## Obsazení
| Ben Affleck        | Rafe McCawley                   |
| Jesse James        | mladý Rafe McCawley             |
| Josh Hartnett      | Danny Walker                    |
| Reiley McClendon   | mladý Danny Walker              |
| Kate Beckinsale    | Evelyn Johnsonová               |
| Cuba Gooding Jr.   | Doris Miller                    |
| Tom Sizemore       | seržant Earl Sistern            |
| Jon Voight         | prezident Franklin D. Roosevelt |
| Colm Feore         | admirál Husband Kimmel          |
| Mako               | admirál Isoroku Jamamoto        |
| Alec Baldwin       | generál James H. Doolittle      |
| William Lee Scott  | Billy Thompson                  |
| Michael Shannon    | Gooz Wood                       |
| Scott Wilson       | generál George Catlett Marshall |
| Peter Firth        | kapitán Mervyn S. Bennion       |
| Greg Zola          | Anthony Fusco                   |
| Ewen Bremner       | Red Winkle                      |
| Jaime King         | Betty Bayerová                  |
| Catherine Kellner  | Barbara                         |
| Jennifer Garnerová | Sandra                          |
| Dan Aykroyd        | kapitán Harold Thurman          |

## Přijetí
Film s produkčním rozpočtem kolem 140 milionů dolarů měl v květnu 2001 velkolepou americkou (a světovou) premiéru v hodnotě dalších 5 milionů dolarů v přístavu Pearl Harbor na letadlové lodi USS John C. Stennis přestavěné na obří kino. Ve Spojených státech byl uveden do 3 214 kin a za první víkend vydělal na domácích tržbách 59 milionů. Prakticky neměl (premiérovou) konkurenci, ačkoli mu zdatně sekundoval reprízovaný rodinný animák Shrek. Celkově na domácím trhu vydělal 198,5 milionu dolarů a v zahraničí dalších 250,7 milionu.
Rozpor mezi přijetím filmovou kritikou a diváky vystihuje hodnocení v recenzním agregátoru Rotten Tomatoes: Ze 190 recenzí získal snímek výsledné hodnocení 25 %, zatímco více než 904 tisíc uživatelů mu udělilo dvoutřetinovou známku v hodnotě 67 %. Server Metacritic nabízí smířlivější hodnocení: 44 % na základě 35 recenzí a uživatelské skóre 5,7 bodů z deseti. Přes 250 tisíc uživatelů Internetové filmové databáze filmu udělilo rovných 6 hvězdiček z deseti. Více než 44 tisíc českých (a slovenských) uživatelů Česko-Slovenské filmové databáze mu přiřklo 69% hodnocení a přes sedm set uživatelů Filmové databáze o něco lepších 76,5 %.
Česká filmová kritička Mirka Spáčilová vyzdvihla podobnost Pearl Harboru s českým Svěrákovým Tmavomodrým světem, byť s výrazně odlišnými rozpočty: „Pearl Harbor má onen "povinný" milenecký trojúhelník vymyšlený účinněji než Svěrákovi, akční scény jsou logicky mohutnější a v detailech nápaditější; naopak Bayův závěrečný nášup hrdého vlastenectví činí uměřenější patos Tmavomodrého světa náhle až krotkým.“ Vyzdvihla první, namlouvací, část filmu oproti zinscenované „výbušné podívané“ útoku a „dokonale zbytečnému“ závěrečnému vyřešení příběhu. Uzavřela celkovým zhodnocením: „Pearl Harbor je zkrátka velkofilm, nikoli velký film.“